# Worth, Mid Sussex
Worth är en civil parish i Storbritannien.   Den ligger i grevskapet West Sussex och riksdelen England, i den södra delen av landet, 40 km söder om huvudstaden London.
De största byarna i Worth är Copthorne och Crawley Down. Orten Worth ligger däremot i staden Crawley strax väster om civil parish Worth. 